# Stefan Józef Dwernicki
Stefan (Szczepan) Józef Dwernicki herbu Sas – cześnik przemyski w latach 1769–1770, łowczy przemyski w latach 1758–1769, pisarz grodzki przemyski w latach 1744–1762, wojski żydaczowski w latach 1740–1755, wojski dźwinogrodzki w 1739 roku.

## Życiorys
Uczestnik konfederacji radomskiej. W załączniku do depeszy z 2 października 1767 roku do prezydenta Kolegium Spraw Zagranicznych Imperium Rosyjskiego Nikity Panina, poseł rosyjski Nikołaj Repnin określił go jako posła właściwego dla realizacji rosyjskich planów na sejmie 1767 roku. Był posłem województwa ruskiego na Sejm Repninowski.